# أليسيا فوبيل
أليسيا ليزيت فوبل دي كوريا (ولدت في 9 يناير 1997) هي عارضة أزياء وممثلة وملكة جمال إسبانية تم تتويجها ملكة جمال الكون أسبانيا 2022. ستمثل إسبانيا في ملكة جمال الكون 2022.

## سيرة شخصية

### الحياة و الوظيفة
ولد فاوبل ويعيش في لقنت ، منطقة بلنسية. عاشت سابقًا في الفلبين حيث عملت عارضة أزياء. قامت بتزيين غلاف عدد أغسطس 2015 من مجلة الأدوات ، ومقرها تاجوج.
لعبت دور أليسيا ديسانتو في القائد العام ، الذي صدر في الولايات المتحدة في 28 مايو 2019. فيلم الحركة من بطولة ستيفن سيغال.

### مسابقة جمال
في 10 سبتمبر 2022 ، مثلت منطقة بلنسية في ملكة جمال الكون أسبانيا 2022 وتنافست ضد 22 مرشحة أخرى في منتجع لوس أوليفوس بيتش في أديجي ، تينيريفي. فازت باللقب وخلفتها سارة لويناز. ستمثل إسبانيا في ملكة جمال الكون 2022.

## روابط خارجية
- أليسيا فوبيل في قاعدة بيانات الأفلام على الإنترنت
- أليسيا فوبيل على إنستغرام